# Nick Vujicic
Nicholas James Vujicic (Melbourne, Victoria, 1982. december 4. –) nemzetközi hírű prédikátor, szónok, motivációs tréner, aki a karok és lábak nélkül született emberként vált híressé. Előadásainak témái a fogyatékosság, a remény és a keresztény hit.

## Élete
Nicholas Vujicic szerb emigráns szülők gyermekeként született Ausztráliában. Édesanyja, Duška (Душка) betegápoló, édesapja, Boris Vujičić (Борис Вујичић) pedig lelkész. Két testvére van. Születésekor derült csak ki, hogy az úgynevezett tetra-amelia szindrómában szenved, vagyis karok és lábak nélkül jött világra. Bal lába helyén csupán két lábujj van, amelyek segítségével ma már tud boldogulni a mindennapokban. A szülőket először sokkolta Nick állapota, ám hamarosan kiderült, hogy súlyos fogyatékosságától eltekintve gyermekük életképes. Így mindenben támogatták őt, hogy minél önállóbb életet tudjanak biztosítani neki. Az ausztrál törvényhozásnak köszönhetően előbb fogyatékosok számára fenntartott iskolába, majd az integrációt támogató iskolába járt. Iskolatársai sokat csúfolták, emiatt nyolcévesen depressziós lett, tízévesen pedig öngyilkosságot kísérelt meg: megpróbálta belefojtani magát a fürdőkádba. Az elkeseredett lépés végül a szülei iránt érzett szeretetből fakadóan csupán kísérlet maradt. A középiskolát követően számvitelt és pénzügyi tervezést tanult, és végzettséget is szerzett.
Vujicic saját elmondása szerint sokáig nem látta értelmét életének. Egy ideig ugyan imádkozott azért, hogy nőjön keze és lába, de egy idő után rájött, hogy hálásnak kell lennie azért, amiért él, hogy Isten ezzel feladatot és kihívást adott neki, és célt kell keresnie az életében.
Életének egyik fordulópontja az volt, amikor édesanyja mutatott neki egy újságcikket, amely egy súlyosan fogyatékos férfiról szólt. Vujicic megértette, hogy nincs egyedül, akinek ilyen nehéz sors jutott. Másik pedig az, amikor tizenöt éves korában elolvasta János evangéliumának 9. fejezetét, amelyben Jézus Krisztus találkozik egy születése óta vak emberrel. Az embereknek azon kérdésére, miért született így ez az ember, Jézus azt feleli: azért, hogy nyilvánvalóvá váljanak rajta keresztül Isten tettei.
Életének célja és értelme végül az lett, hogy meséljen embertársainak Isten szeretetéről, és megerősítse őket abban, hogy valósítsák meg álmaikat.
Sok gyakorlással és akaraterővel megpróbálta megoldani a mindennap előtte tornyosuló feladatokat. Két lábujjának segítségével megtanult írni, gépelni, a számítógépet használni, fésülködni, fogat mosni és borotválkozni.
17 éves korában kezdett prédikációkat és előadásokat tartani iskolákban és egyházi rendezvényeken. Mára a világ minden táján tart telt házas előadássorozatokat, létrehozta saját nonprofit szervezetét (Life Without Limbs), valamint könyveket jelentet meg és filmeket forgat.
A Kaliforniában élő Vujicic  2012. február 12-én feleségül vette barátnőjét, a mexikói-japán származású Kanae Miyaharát. Első gyermekük Kiyoshi James Vujicic 2013. február 13-án született meg, a második pedig – aki a Dejan nevet kapta – 2015-ben, Olivia Mei, és Ellie Laurel ikerlányai pedig 2017. december 20-án.

## Művei magyarul
- Élet korlátok nélkül. Ötletek egy teljes élethez; ford. Popovics Ferenc, Aranyi Gábor; Studium Plusz, Bp., 2012 ISBN 978-615-5054-60-0 (Life Without Limits: Inspiration for a Ridiculously Good Life, 2010)
- Megállíthatatlan. A cselekvő hit fantasztikus ereje; ford. Tóth Fruzsina; Studium Plusz, Bp., 2013 ISBN 978-615-5054-64-8 (Unstoppable: The Incredible Power of Faith in Action, 2012)
- Nyitott lélekkel. Imák egy varázslatosan jó életért; szerk., átdolg. Szántai Zsolt; Studium Plusz, Bp., 2014
- Nick Vujicic–Kanae Vujicic: Szerelem korlátok nélkül. Egy rendkívüli történet a mindent legyőző, igaz szerelemről; ford. Fazekas Eszter; Studium Plusz, Bp., 2015
- Maradj erős! Le tudod győzni mindazokat, akik terrorizálnak vagy más módon elnyomnak; ford. Fazekas Eszter; Studium Plusz, Bp., 2016
- Jézus keze és lába. Isten végtelen szeretetének megélése; ford. Vitális Szabolcs; Studium Plusz, Bp., 2018